# Ломон, Жерар
Жерар Ломон (фр. Gérard Laumon, род. 7 мая 1952) — французский математик, работающий в области алгебраической геометрии и её приложений (многообразия Симуры, модули Дринфельда, программа Ленглендса).
С 1972 года Ломон учился в Высшей нормальной школе; в 1983 году, под руководством Люка Иллюзи, защитил диссертацию, озаглавленную Caractéristiques d’Euler-Poincaré et sommes exponentielles. С 1984 года — научный сотрудник CNRS, с 1989 года — директор исследований (Лаборатория математики в Орсе).
В 1992 году, совместно с Майклом Рапопортом и Ульрихом Штулером доказал локальные гипотезы Ленглендса для группы GLn над полем положительной характеристики. В 2004 году он, совместно с вьетнамским математиком Нго Бао Тяу, получил Премию математического института Клэя за доказательство фундаментальной леммы программы Ленглендса для унитарных групп.
Жерар Ломон был научным руководителем двух лауреатов премии Филдса: Лорана Лаффорга (защитил диссертацию в 1994 году) и Нго Бао Тяу (защитил диссертацию в 1997 году).
С 2004 года Ломон является членом Французской академии наук. Он был приглашённым докладчиком на Международном конгрессе математиков 1990 года в Киото (доклад La transformation de Fourier geometrique et ses applications) и 2006 года в Мадриде (Aspects geometriques du lemme fondamentale de Langlands-Shelstad). Также он является действительным членом Американского математического общества.

## Избранные работы
- Gérard Laumon. Transformation De Fourier Constantes D’Équations Fonctionnelles Et Conjecture De Weil // Publications Mathématiques de IHES. — 1987. — Vol. 65, № 1. — P. 131-210.
- Gérard Laumon. Cohomology of Drinfeld Modular Varieties, Part 1, Geometry, Counting of Points and Local Harmonic Analysis. — Cambridge University Press, 1996. — 360 p. — ISBN 0521470609.
- Gérard Laumon. Cohomology of Drinfeld Modular Varieties, Part 2, Automorphic Forms, Trace Formulas and Langlands Correspondence. — Cambridge University Press, 1997. — 380 p. — ISBN 0521470617.
- Gérard Laumon, L. Moret-Bailly. Champs algébriques. — Springer, 2000. — 208 p. — ISBN 3540657614.